# بلینمن
بلینمن (انگلیسی: Blinman) یک شهر در بخش شمالی استرالیای جنوبی است که بسیار کوچک بوده، اما همچنان بکر باقی‌مانده است. این شهر که در ۴۸۵ کیلومتری آدلاید قرار دارد یک شهر توریستی است.